# Giambattista Bodoni
Giambattista (Giovanni Battista) Bodoni (Saluzzo, 26 febbraio 1740 – Parma, 30 novembre 1813) è stato un incisore, tipografo e stampatore italiano, noto per i caratteri tipografici da lui creati: i Bodoni.

## Biografia
Giambattista Bodoni nacque nel 1740 a Saluzzo da padre stampatore, il quale gli insegnò la professione fin dalla tenera età.
Durante la sua adolescenza si recò abitualmente a Roma per lavorare nella tipografia della Congregazione per la Propagazione della Fede (fondata nell'anno 1622 dal papa Gregorio XV per diffondere la dottrina della chiesa cattolica nel mondo), tipografia che abbandonò quando il direttore della stessa, che fu inoltre suo maestro, si suicidò.
A questo punto decise di dare una svolta nuova alla sua vita cercando fortuna in Inghilterra ma, nel far scalo a Saluzzo per portare gli ultimi saluti alla sua famiglia, una repentina indisposizione lo obbligò a desistere dal viaggio. Una volta tornato in salute però Ferdinando, il duca di Parma, lo nominò direttore della Tipografia Reale di Parma.
Qui Bodoni farà da supervisore per una moltitudine di eleganti edizioni di classici come una celebre edizione dell'Oratio Dominica pubblicata nel 1806 come memoria del viaggio realizzato da Papa Pio VII a Parigi per assistere all'incoronazione di Napoleone Bonaparte. Realizzò inoltre un prologo in francese, italiano e latino scritto col proprio carattere Bodoni e una dedica al principe Eugenio di Beauharnais che finanziò la pubblicazione. L'opera contiene la traduzione in 155 lingue del Padre Nostro ed è il più vasto catalogo alfabetico e di caratteri tipografici mai pubblicato fino a quel momento. Bodoni stesso incise e preparò la matrice per realizzare l'opera. Ogni pagina è un'opera maestra di eleganza e architettura tipografica e la magica successione dei più strani caratteri delle lingue quasi sconosciute in Europa all'inizio del XIX secolo aumenta l'incanto di questo libro unico al mondo. La tipografia era situata all'interno del vecchio palazzo ducale della Pilotta dov'è collocato attualmente il Museo Bodoniano.
A Parma Bodoni ebbe inoltre l'incarico di formare degli allievi nell'arte tipografica, tra i quali si distinsero i Fratelli Amoretti di San Pancrazio Parmense, in particolare don Andrea Amoretti, con cui il maestro ebbe uno stretto rapporto d'amicizia e collaborazione, prima delle aspre divergenze e della separazione manifestatesi nel 1791, in occasione dell'apertura della sua tipografia privata e causate dalla disputa sulla paternità dei caratteri detti bodoniani.
Le edizioni del Bodoni ebbero un enorme successo dovuto soprattutto alla qualità delle stesse, per le quali utilizzava ricche illustrazioni ed eleganti tipografie.
Membri dell'aristocrazia europea, collezionisti, eruditi usufruivano dei suoi libri in quanto lui stesso mescolava gli inchiostri, usava carta della miglior qualità, disegnava eleganti pagine e li stampava e rilegava premurosamente. Tra le edizioni più conosciute risaltano Epithalamia exoticis linguis reddita del De Rossi (1775), I lavori di Orazio (1791) e Poliziano (1795), La Gerusalemme Liberata e l'Oratio Dominica (1806) e la famosa Iliade. Ricevette onori dal papa, da vari re europei e la città di Parma creò una medaglia in suo onore. Un fatto curioso racconta addirittura di una sua corrispondenza con Benjamin Franklin su temi tipografici.
Bodoni ebbe nella cerchia dei suoi amici parmensi un attento e scrupoloso biografo nella persona di Giuseppe De Lama (1757-1833) che redasse Vita del Cavaliere Gianbattista Bodoni tipografo italiano e catalogo cronologico delle sue edizioni pubblicato dalla Stamperia Ducale nel 1816.
Intorno al 1798 Bodoni disegnò un carattere con un gran contrasto nelle sue linee e un'estremità definita che significò una rivoluzione per la comunità tipografica, che costituì il punto di partenza dei caratteri "moderni". È sepolto nella Duomo di Parma.
Fu la moglie Margherita che, rimasta vedova, pubblicò alcuni anni dopo la sua opera magna: Il Manuale Tipografico (1818).

## IlManuale tipografico

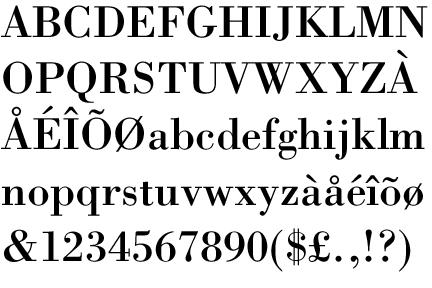
Un alfabeto di caratteri di un carattere tipografico Bodoni

Il Manuale tipografico contiene più di 600 incisioni, caratteri latini ed esotici, mille ornamenti e vignette disegnate dal gran tipografo. Ma il suo vero valore non risiede nel fatto di essere un libro meravigliosamente stampato e di grande rarità e nemmeno nell'essere il testamento del tipografo più importante della sua epoca ma nell'avere al suo interno i primi caratteri moderni più evoluti, raffinati e rigorosi come quelli creati da John Baskerville, però non tanto rigidi e formali come quelli disegnati dal grande rivale francese Firmin Didot.
Un altro degli aspetti più importanti di quest'opera monumentale è la sua integrità di stile, che costituisce un modello di coerenza estetica vigente tutt'oggi nella nostra epoca.
Nella sua prefazione al manuale, Bodoni espone i quattro principi o qualità che costituiscono la bellezza di una famiglia di caratteri tipografici:
- l'uniformità o regolarità del disegno, che consiste nel comprendere che molti dei caratteri in un alfabeto hanno elementi in comune che devono rimanere gli stessi precisi in ognuno di essi.
- l'eleganza unita alla nitidezza, ovvero il giusto taglio e la rifinitura meticolosa dei punzoni che producono una matrice perfetta dalla quale ottenere caratteri nitidi e delicati.
- il buon gusto: il tipografo deve restare fedele ad una nitida semplicità e non dimenticarsi mai del suo "debito" con le migliori lettere scritte nel passato.
- l'incanto, una qualità difficile da definire, ma che è presente in quelle lettere che danno l'impressione di essere state scritte non con svogliatezza né con rapidità, ma con somma calma come in un atto d'amore.

Bodoni fu un grande ammiratore di John Baskerville e studiò con dettaglio i disegni di Pierre-Simon Fournier e François Ambroise Didot e sebbene i suoi caratteri traessero ispirazione nel lavoro di questi disegnatori, soprattutto da Didot, non c'è dubbio che Bodoni trovò un suo stile proprio e singolare dovuto anche principalmente al modo di stampare. Attualmente si conservano ancora più di 25.000 punzoni originali nella collezione del Museo Bodoniano di Parma.
Alcuni dei disegni moderni dei caratteri Bodoni sono:
- ATF Bodoni di Morris Fuller Benton (1907-1915)
- Mergenthales Linotype Bodoni (1914-1916)
- Haas Bodoni (1924-1939)
- Bauer Bodoni di Louis Hoell (1924)[4]
- Berthold Bodoni (1930)

Anche la fonderia tedesca Stempel produsse il Bodoni, basato sui disegni della fonderia svizzera Haas.